# Rue de Damiette
La rue de Damiette est une voie du 2e arrondissement de Paris, en France.

## Situation et accès
La rue de Damiette est une voie publique située dans le 2e arrondissement de Paris. Elle débute au 1, rue des Forges et se termine au 96, rue d'Aboukir.

## Origine du nom
Le nom du Damiette lui fut donné en mémoire de la bataille de Damiette, le 1er novembre 1799, durant la campagne d'Égypte.

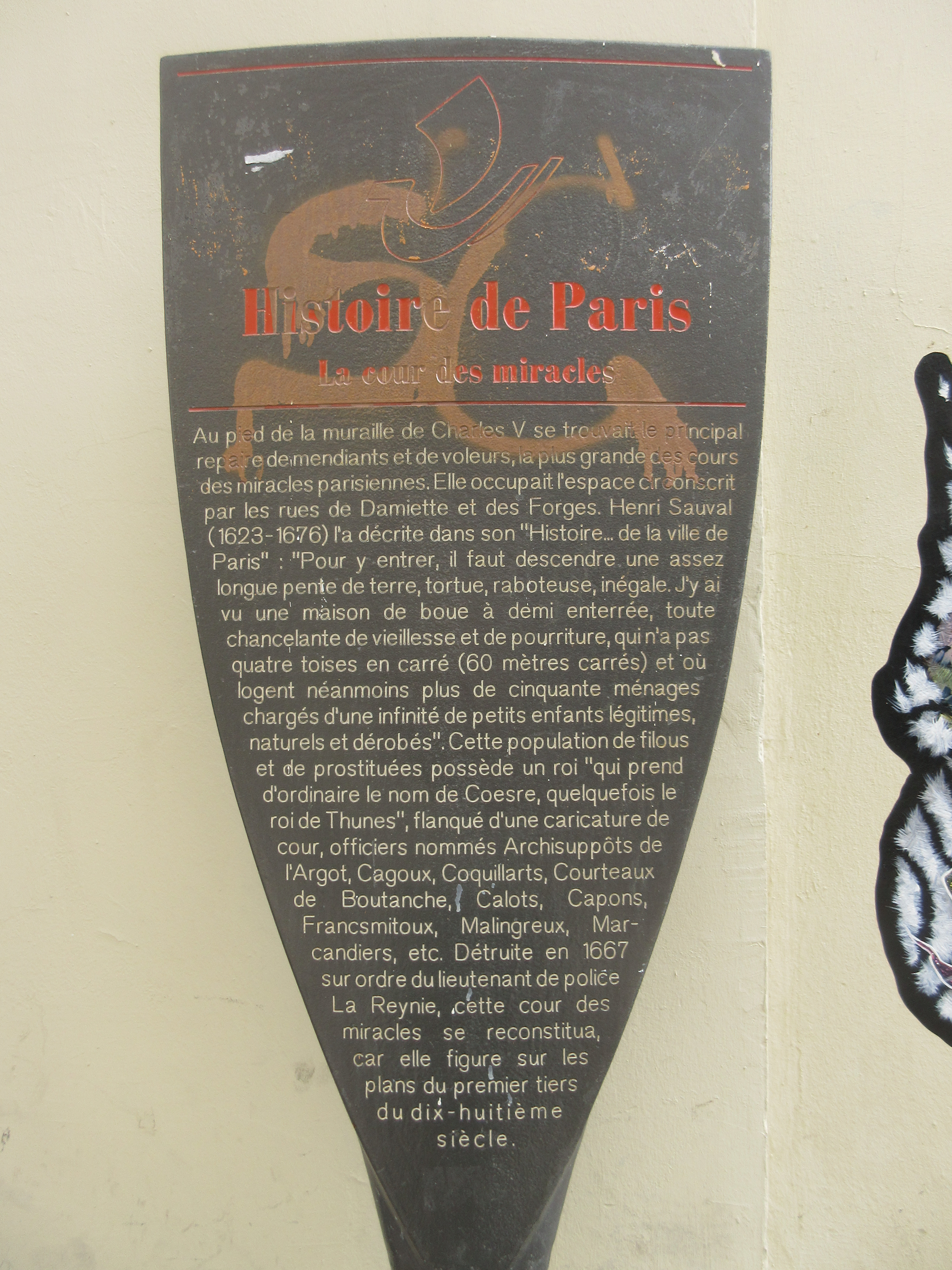
Panneau Histoire de Paris
« La Cour des Miracles »

## Historique
Des lettres patentes du 21 août 1784 ordonnèrent la construction « d'une nouvelle halle à la marée et à la saline sur le terrain appelé la cour des Miracles », et qui est indiquée sur le plan de Verniquet de 1790.
Un rapport dressé le 8 prairial an VIII (28 mai 1800) indique :
« Le conseil des bâtiments civils, consulté de nouveau sur les alignements à suivre pour former le dégagement de l'emplacement sur lequel on avait établi le marché du Petit-Carreau, pense qu'au moyen de la suppression du corps de garde et de sa translation dans un autre local, toute la partie du terrain qu'il occupait doit rester libre pour la circulation publique ; que la façade de ce carrefour, du côté de l'ancien marché, doit suivre le même alignement que le côté septentrional de la rue du Caire ; que la rue, qui circulera au pourtour du reste de l'emplacement du marché doit avoir 7 mètres de largeur, etc. »
En 1808, cette communication, qui se trouve divisée en deux parties par la cour des Miracles, reçut les dénominations de « rue de Damiette » et « rue des Forges ».

## Pour approfondir